# Acer elegantulum
Acer elegantulum — вид клена, який був знайдений лише у східному Китаї (Аньхой, Фуцзянь, Гуансі, Гуйчжоу, Хунань, Цзянсі, Чжецзян). Населяє гори, ліси, зазвичай у долинах на висотах від 200 до 1400 метрів.

## Опис

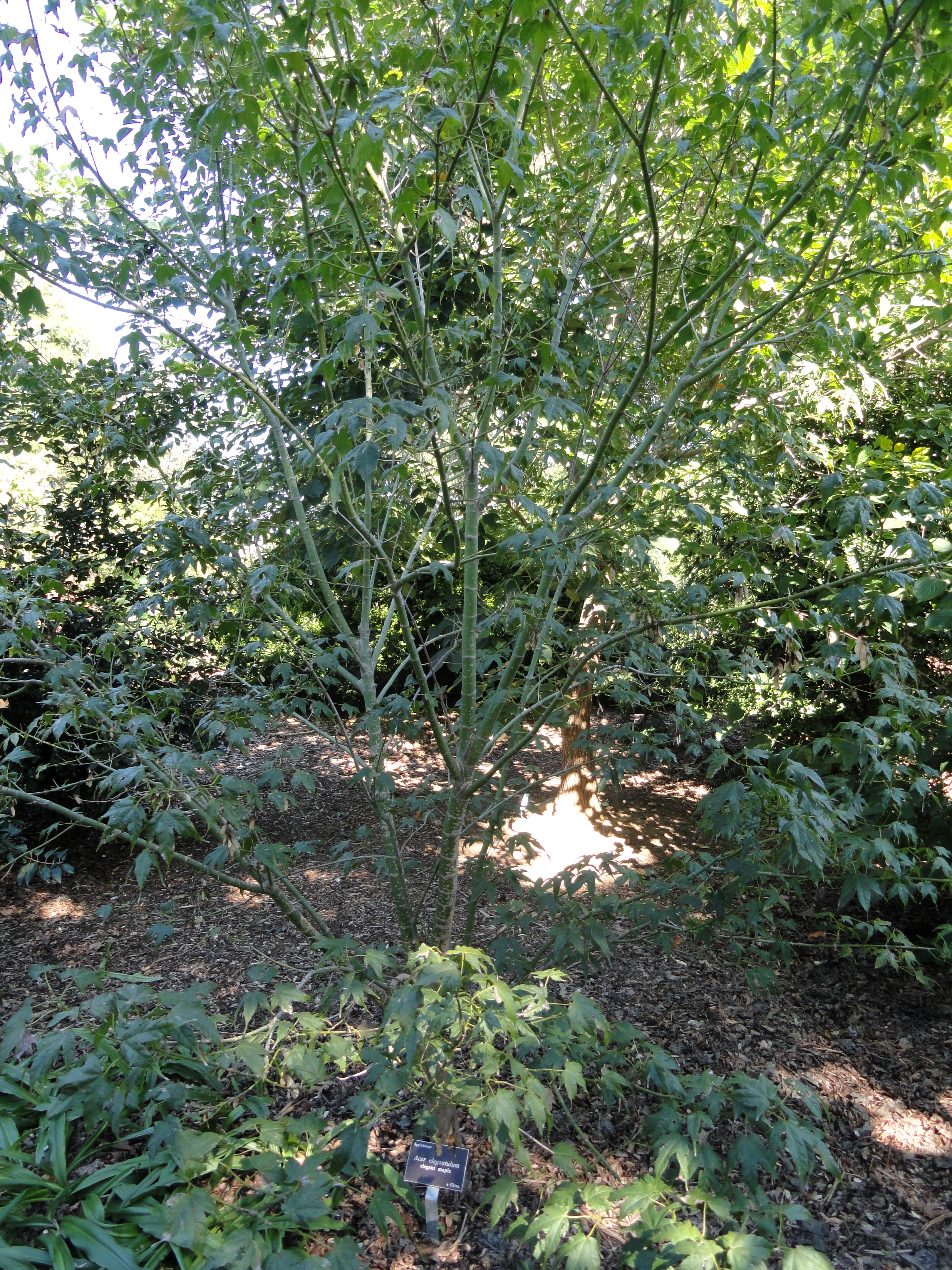
Зразок виду в культивуванні

Acer elegantulum — однодомне дерево заввишки до 15 метрів. Кора на стовбурі темно-коричнева, шорстка; кора на гілках зелена. Ніжка листка 2.8–6 см, гола. Листова пластинка абаксіально (низ) світло-зелена й гола за винятком пазушних пучків і запушена чи гола на первинних жилках, адаксіально зелена й гола, трохи ширша за довжину, 5–13 × 7–16 см, зазвичай 5- або рідше 7-лопатева, основа зрізана чи широко-серцеподібна; частки яйцюваті чи довгасті, базальні частки менші, край зубчастий, верхівка від гострої до хвостато-загостреної. Суцвіття волотисте, верхівкове. Чашолистків 5, світло-зелені, від яйцеподібних до довгастих, ≈ 2 мм. Пелюсток 5, світло-зелені, обернено- або подовжено-обернено-яйцеподібні, ≈ 2 мм. Тичинок 8. Самара гола; горішки опуклі, ≈ 6 × 5 мм; крила тупо розпростерті, крило з горішком 2–2.5 см × 8–10 мм. Квітне у травні, плодить у вересні

## Використання
Вид використовується в садівництві.